# Perkussion (Medizin)
Unter der Perkussion („Beklopfen“) versteht man in der Medizin das Abklopfen (Perkutieren) der Körperoberfläche von Lebewesen zu diagnostischen (als „Klopfen“ in der Physikalischen Therapie auch therapeutischen) Zwecken. Sie ist Teil der körperlichen Untersuchung.
Das Tätigkeitswort heißt perkutieren, das Eigenschaftswort oder Umstandswort perkutorisch oder auch perkussorisch.
Dabei wird das unter der Körperoberfläche liegende Gewebe in Schwingungen versetzt. Die daraus resultierenden Schallqualitäten geben Aufschluss über den Zustand der darunterliegenden Gewebe. So kann die Größe und Lage eines Organs (etwa der Leber) oder der Luftgehalt des Gewebes (Lunge) abgeschätzt werden.

## Geschichte
Als neuzeitlicher Begründer dieser im Prinzip, und etwa auf das Abdomen angewandt, bereits seit der Antike bekannten Technik gilt Leopold Auenbrugger (1722–1809) aus Wien, der sie für die Untersuchung des Brustkorbs systematisch entwickelte und erstmals 1761 beschrieb. Weiterentwickelt wurde diese bereits bei Gerard van Swieten und Maximilian Stoll erwähnte epochemachende Untersuchungstechnik, nachdem sie in Paris rezipiert worden war, von Josef von Škoda (1805–1881), weiter ausgebaut dann ab 1852 unter anderem von dem Hochschullehrer (Max) Anton Wintrich (1812–1882), der den Wintrichschen Wechsel des tympanitischen Schalls je nach Schließen und Öffnen des Mundes entdeckte, und Karl Gerhardt. Im Jahr 1863 hatte Anton Biermer den Perkussionsschallwechsel bei Lageveränderungen des Patienten beobachtet.

## Durchführung
Bei der ursprünglich von Leopold von Auenbrugger angewandten Technik handelte es sich um die direkte Perkussion, bei der man mit den vier Fingern einer Hand aus der im Handgelenk schwingenden Hand direkt auf das zu untersuchende Organ klopft.
Später wurde die indirekte Perkussion entwickelt, bei der ein Finger der einen Hand (der so genannte Plessimeterfinger) oder ein Plessimeter flach auf die zu untersuchende Körperoberfläche gedrückt wird. Mit einem Finger der anderen Hand oder mit einem Perkussionshämmerchen (Plexor) wird dann auf diesen Finger geklopft. Die Schallschwingungen übertragen sich vom aufliegenden Plessimeterfinger auf das darunterliegende Gewebe, das in Eigenschwingungen versetzt wird. Diagnostische Hinweise erhält man aus der Schallqualität.
Die am häufigsten angewendete Methode ist die Finger-Finger-Methode (Syn. Finger-Finger-Perkussion), bei der keine Hilfsmittel erforderlich sind: Man legt einen Finger (bei der eher abgrenzenden Perkussion das Endglied, bei der eher vergleichenden den ganzen Finger) auf die Körperoberfläche und klopft mit einem Finger der anderen Hand darauf.

## Schallqualitäten
- sonorer Klopfschall: bei Perkussion der gesunden Lunge hörbarer hohler Ton
- hypersonorer Klopfschall (lauter und hohler als sonorer Klopfschall, sog. Schachtelton): Hinweis auf übermäßigen Luftgehalt, zum Beispiel bei Lungenemphysem, Asthma, Pneumothorax usw.
- gedämpfter Klopfschall (leiser und kürzerer Ton, vergleichbar dem bei Beklopfen des Oberschenkels (Schenkelschall)): Dämpfung als Hinweis auf verminderten Luftgehalt oder Flüssigkeitsansammlung, beispielsweise bei Aszites, Pleuraerguss, Pneumonie usw.
- tympanitischer Klopfschall (hohler, beinahe musikalischer paukenähnlicher Klang): Tympanie als Hinweis auf Hohlräume, beispielsweise bei Kaverne, gasgefüllter Darmschlinge oder Magenblase